# Vonology
Vonology ist ein Jazzalbum von Mike Allemana. Die um 2022 im Studio Kingsize Sound Labs, Chicago, entstandenen Aufnahmen erschienen am 15. April 2023 auf dem Label eyes&ears.

## Hintergrund
Von Freeman (1923–2012) war nicht nur ein erfahrener Tenorsaxophonist mit unverwechselbarem Ton, sondern über ein halbes Jahrhundert lang auch ein wichtiger Mentor für unzählige aufstrebende Jazzkünstler in Chicago, notierte Scott Yanow. Einer von ihnen war der Gitarrist Mike Allemana, der in den Jahren vor Freemans Tod von 1997 bis 2011 mit ihm zusammengearbeitet hatte. Allemanas schrieb eine fünfteilige Suite, Vonology, die Freemans Philosophie und Geist würdigte und die außerdem von seiner astrologischen Weltanschauung beeinflusst sei.
Die Fotografin Lauren Deutsch, die damalige Direktorin des Jazz Institute of Chicago, bat den Schlagzeuger Michael Raynor und ihn, Freemans Musik im Millennium Park mit Eric Alexander, Julian Priester und Steve Coleman aufzuführen. Nach dem Erfolg dieses Projekts beauftragte sie Allemana mit der Komposition eines Originalwerks, das noch im selben Jahr bei einem von ihr organisierten Festival aufgeführt werden sollte. Diese Aufführung legte den Grundstein für das, was im Jahr 2018 zu Vonology werden sollte, als Deutsch anregte, das Projekt von 2011 wieder aufzugreifen und zu erweitern. Die Uraufführung des Werks fand im Dezember 2018 in Chicago in der Reihe Jazz City statt, die das Jazz Institute of Chicago zusammenstellt.
Mike Allemana nahm seine Freeman gewidmeten Kompositionen mit einem Oktett auf; dabei spielte er mit einer vierköpfigen Bläsergruppe bestehend aus Victor Garcia (Trompete, Flügelhorn), Greg Ward (Altsaxophon), Geof Bradfield (Tenorsaxophon), Kendall Moore (Posaune) und einer Rhythmusgruppe aus Tomeka Reid (Cello), Matt Ferguson (Bass) und Michael Raynor (Schlagzerug), zusammen mit einer Reihe von Gästen für Gesang und Instrumentierung.

## Titelliste
- Mike Allemana: Vonology (ears&eyes Records EE:22-140)[4]

1. Welcome. Enter. 7:35
2. The Mediator 9:02
3. Communion and Renewal 6:32
4. Libra Channeling 4:45
5. The Mentor's Benediction 10:52

Die Kompositionen stammen von Mike Allemana.

## Rezeption
Der Gitarrist Mike Allemana sei ein Leuchtturm der Chicagoer Jazzszene, der möglicherweise ebenso für seine wissenschaftliche Arbeit als Musikethnologe bekannt, im Zuge dessen er das Werk der Chicagoer Jazzikone Von Freeman erforscht hat, schrieb Michael J. West in JazzTimes. Das Album klinge ebenso lebendig und fesselnd wie auch beunruhigend. Eingefasst durch den erhabenen, massigen Opener „Welcome. Enter“ und dem Schlussstück „The Mentor's Benediction“ bewege sich das Album zwischen diesen Klammern, von stimmungsvollem Mysterium („The Mediator“) über eine zarte Ballade („Communion and Renewal“) bis hin zu mitreißender Spannung („Libra Channeling“), wo sich auf Augenhöhe geradliniger Bebop und Freemans eigenwilliger Avantgarde-Ansatz begegnen. Dennoch würde „Libra Channeling“ mehr als einen flüchtigen Hinweis auf die Ästhetik von Henry Threadgill tragen, was vielleicht auf eine neue Breite von Freemans Einfluss hindeute. Allemana selbst gelinge es, im Handumdrehen von sattem Wohlklang zu unsicherer Tonalität wechseln; dies gelte auch für die Cellistin Tomeka Reid, die für ihn eine Partnerin sei, mit der er (insbesondere) bei „The Mediator“ und „Communion and Renewal“ bestens interagieren könne.

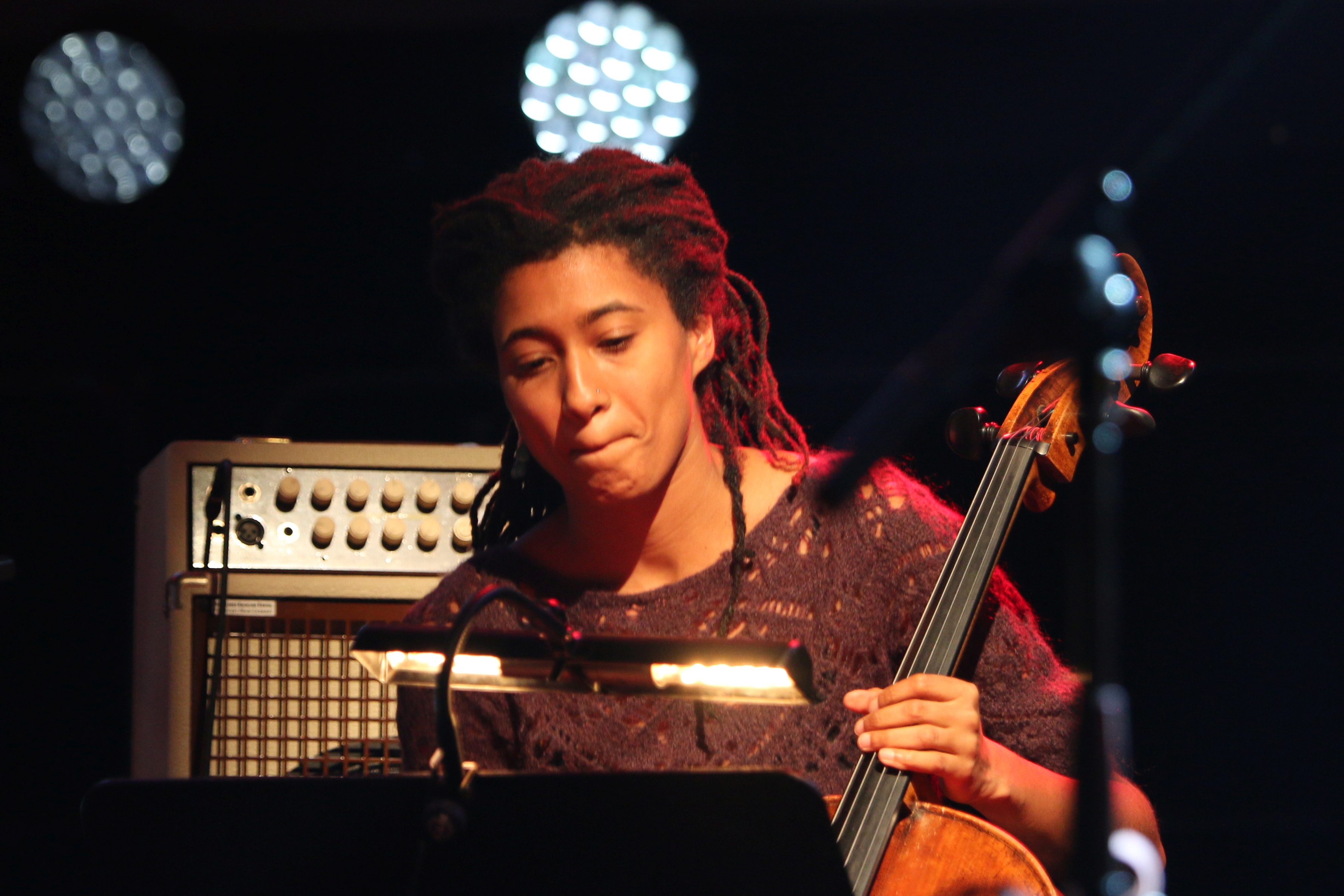
Tomeka Reid auf dem Deutschen Jazzfestival 2015

Die Bläser würden nach Fergusons Intro zum Eröffnungsstück „Welcome, Enter“ eine düstere und grüblerische Atmosphäre erzeugen, schrieb George W. Harris in Jazz Weekly, wobei das Album von „The Mentor’s Benediction“ abgerundet werde, in dem Bill Brikely mit der Sängerin Lindsay Weinberg eine poetische Rezitation halte. Die Cellistin Reid begleitet die funkige Melodie von „The Mediator“ zusammen mit Wards hüpfendem Altsaxophoonspiel, und das Team verleihe dem kantigen „Libra Channelling“ einen hippen Groove. Schwebende Harmonien würden für das vornehme „Communion and Renewal“ neblig gestalten, da das gesamte Album wie ein sanft beladenes musikalisches Mosaik wirke.
Von den fünf Stücken könne man sich Freeman am besten in „Communion And Renewal“ vorstellen, einer Ballade mit Harmonien im Stil der 1950er Jahre, schrieb Scott Yanow im Down Beat. Der Avant-Funk von „Libra Channeling“ könne als Symbol für Freemans Wunsch angesehen werden, mit jüngeren modernen Spielern zusammenzuarbeiten. Bradfield, Tomeka Reid und Allemana (der seine rockige Seite zeige) seien hier die Stars. „The Mentor's Benediction“ (dt. „Der Segen des Mentors“) schließe die Suite ab. Bill Brickley halte eine Predigt über die Schaffung von Schönheit aus Schmerz und die Bedeutung von Musik. Man könne sich vorstellen, dass Von Freeman diese herzliche Hommage geschätzt hätte.